# Sardanapal (Byron)
Sardanapal (1821, Sardanapalus) je historická tragédie o pěti jednáních anglického romantického básníka lorda Georga Gordona Byrona napsaná v blankversu. Hra se odehrává ve starověkém Ninive a líčí pád asyrského království a jejího údajně posledního krále Sardanapala, což je řecká varianta jména Aššurbanipal. Označení Sardanapala za posledního asyrského krále je však chybné, protože jím byl král Aššur-uballit II. 

## Vznik a charakteristika díla
Byron napsal Sardanapala za svého pobytu v Ravenně, kde žil se svou milenkou Teresou, hraběnkou Guiccioli. Dílo vznikalo od začátku ledna do konce května roku 1821 a pak bylo zasláno londýnskému vydavateli Johnu Murrayovi s výslovnou poznámkou, že hra není určena pro divadlo. Murray publikoval Sardanapala 19. prosince roku 1821 společně s dalšími dvěma Byronovými knižními dramaty Dva Foscariové a Kain. Byronovo zamýšlené věnování hry Goethovi bylo vynecháno, ale nakonec se objevilo ve vydání z roku 1829. Jako hlavní zdroj zápletky Sardanapala označil Byron v úvodní poznámce k tragédii dílo Bibliotheca historica od starověkého řeckého historika Diodóra Sicilského z 1. století př. n. l., ve kterém je Sardanapal v duchu historika Ktesiáse z 5. století př. n. l. zobrazen jako dekadentní postava trávící svůj život v samolibosti a orgiích.
Byron vytvořil Sardanapala jako tzv. knižní drama (anglicky closet drama), tj. jako divadelní hru, která není určena pro uvedení na jevišti a necílí tedy na diváky ale na čtenáře. Byronovo přání bylo za jeho života respektováno. Až v lednu roku 1834 se v Bruselu hrál francouzský překlad, či spíše napodobenina tragédie od Louise Josepha Alvina Sardanapale, Tragédie Imitée de Lord Byron, a později, opět v roce 1834 (10. dubna), byl pak Sardanapal poprvé uveden v Theatre Royal, Drury Lane v Londýně.

## Hlavní postavy tragédie
- Sardanapal, král ninivský a asyrský
- Arbaces, médský satrapa bažící po trůně
- Beleses, chaldejský věštec a satrapa
- Salamenes, králův švagr a bratr královny Zariny
- Altada, asyrský důstojník a dozorce paláce
- Zarina, královna, Sardanapalova manželka
- Myrrha, iónská otrokyně a milostnice Sardanapalova

## Obsah tragédie
Tragédie se odehrává v síni ninivského královského paláce.

### První jednání
Na začátku tragédie Salamenes v monologu odsuzuje krále a svého švagra za život v lenivém luxusu. Ačkoliv jej nemá rád, doufá, že se mu v něm podaří probudit mužného ducha, protože má obavy o osud říše trvající již třináct set let. Sardanapal vstoupí do síně doprovázen zástupem žen a otrokyň, oblečen do ženských šatů a hlavu ověnčenou květinami. Salamenes mu vyčítá slabost a nedostatek touhy po vojenské slávě a také nevěru královně. Rovněž jej varuje před možnou vzpourou zrádných dvořanů. Sardanapal mu odpovídá chválou mírné a milosrdné vlády a odsuzováním krveprolití. Nakonec je ale přesvědčen, aby Salamenovi dal svůj prsten a udělil mu tím pravomoc zatknout případné zrádce. Salamenes před odchodem ještě Sardanapala varuje, aby zrušil noční hostinu v eufratském letohradě, protože mu může hrozit nebezpečí.
Po Salamenově odchodu přemýšlí Sardanapal o stylu své vlády a je rád, že nezpůsobil lidu žádné utrpení. Zdroj případné nenávisti ke své osobě vidí ve své dobrotě.
„Tak v záští-li jsem přec, to proto jen.
že záští neznám sám, a na mne-li
se bouří, jest tak, že jich netisknu."
Vstoupí iónská otrokyně Myrrha, Sardanapalova oblíbenkyně. Přichází také Salamenův posel, který králi vyřizuje jeho naléhavou prosbu, aby plánovanou noční hostinu u Eufratu opravdu zrušil. Myrrha, která Sardanapala skutečně miluje, ho nakonec přesvědčí, aby zůstal a hostinu uspořádal v bezpečí v paláci.

### Druhé jednání
Chaldejský věštec a satrapa Beleses předpovídá pád Sardanapala. Ke splnění svého proroctví se rozhodne přispět tím, že se domluví s médským satrapou Arbakem, že na hostině v eufratském letohradě krále zavraždí. Velice je znejistí, když se dozví, že hostina byla přesunuta do paláce. Při plánování vraždy je zastihne Salamenes a pokusí se je zatknout. Dojde k potyčce, která je přerušena příchodem Sardanapala. Ten Salamenovi nevěří, ze jsou Beleses a Arbaces vinní. Královo milosrdenství vyvolá v Arbakovi pochyby o čestnosti jeho pokusu o královraždu a nechce již ve spiknutí s Belesem pokračovat.
V tom dorazí králův posel s příkazem pro oba satrapy, aby se bez svých jednotek vrátili do svých satrapií. Beleses tento rozkaz interpretuje jako předehru k jejich vraždě a Arbaces s ním souhlasí.
„Za otce vlády kolik satrapů
jsem spatřil jíti v místokrálovství,
jež čekal hrob tou cestou! Nevím jak —
než oni všichni zašli na cestě
tak dlouhé, těžké."
Oba se pak rozhodnou vyvolat povstání, aby zabili Sardanapala dříve, než zabije on je.
Sardanapal vyjadřuje uspokojení, že oba satrapy vypověděl, čímž se vše urovnalo bez násilí. Salamenes se marně snaží Sardanapala přesvědčit, že nejlepším řešením by byla smrt obou satrapů. Myrrha také naléhá na krále, aby nechal Belese a Arbaka popravit, ale on jako vždy odmítá prolévání krve.

### Třetí jednání
Sardanapal pořádá v paláci hostinu, zatímco venku řádí hrozná bouře. Hostina je najednou přerušena poslem se zprávou, že oba satrapové odmítli uposlechnout králův příkaz k návratu do svých satrapií a vzbouřili se proti němu. Posel také vyřizuje, že jej Salamenes prosí, aby vzal na sebe zbroj a objevil se mezi vojáky, kteří mu zůstali věrní, a povzbudil je. Sardanapal se připravuje na bitvu, a když se vidí v zrcadle, jak dobře vypadá ve zbroji, cítí, že se v něm probouzí válečnická hrdost. Odchází, any se připojil k Salamenovi.
Myrrha zůstane v paláci připravena se otrávit, kdyby Sardanapal zahynul. Její láska k němu se zvětšuje, jak přicházejí zprávy o tom, jak statečně si vede v bitvě, která se pro něho nevyvíjí dobře.
„Již není hanbou — ne —
již není hanbou muži tomuto
svou lásku dáti. Téměř přeji si
co nikdy dříve: aby Řek to byl.
Ten jenž se od hostiny vrhne v boj,
jak by byl lůžkem lásky, — zaslouží,
by řecká dívka jemu milenkou
a řecký pěvec jemu oslavou
a řecký hrob byl jeho pomníkem..."
Král se Salamenem se nakonec uchýlí do paláce, kde jsou rozhodnuti se bránit. Když do síně následně vtrne Beleses s Arbakem, vojsku, které zůstalo věrné králi, se podaří povstalce zahnat na útěk. Sardanapal a Salamenes si gratulují k vítězství, ale král přiznává, že je zraněn. Zatímco jej Myrrha ošetřuje, Salamenes odchází, aby zjistil novinky z bojiště.

### Čtvrté jednání
Sardanapal se probouzí z neklidných snů a vypráví Myrrze, že měl vize svých předků, starověkých asyrských králů, se kterými se účastnil příšerné hostiny. Salamenes přivádí svou sestru Zarinu, Sardanapalovu již dlouho odcizenou manželku, a tito dva spolu zůstanou sami. Zarina navrhuje odvézt jejich děti pro jistotu do zahraničí a dává mu najevo, že ho stále miluje. Jak spolu mluví, král se postupně se svou ženou sbližuje. Vstoupí Salamenes a připomíná Zarině, že loď, na které má s dětmi prchnout, je připravena a že není možno ztrácet čas. Zarina při vyhlídce na rozchod, který bude pravděpodobně navždy, omdlí a Salamenes ji odnese. Objeví se Myrrha a král, který je zpočátku v rozpacích z její přítomnosti, znovu propadne jejímu kouzlu.
„Já doufal učiniti z říše ráj
a každý měsíc dobou radosti,
a měl jsem lůzy jásot za lásku –
dech přátel za pravdu — a ženské rty
svou za jedinou odměnu — a tím
též jsou, má Myrrho! Polib mne!... A teď
ať vezmou říš si mou i život: to
mít mohou obé — tebe nikdy však!"
Přichází Salamenes a sděluje králi, že Zarina s dětmi bezpečně odplula. Dále mu oznamuje, že se vzbouřenci, posílení vojsky dalších satrapů, chystají na útok a doporučuje bránit se v paláci. Sardanapal však rozkáže rebely okamžitě napadnout.

### Páté jednání
Myrra čeká v paláci na výsledek boje. Její rozhovor s jedním z dvořanů je náhle přerušen vojáky, kteří přinášejí raněného Salamena s přelomeným oštěpem v boku. Ten si jej vytrhne a zemře na ztrátu krve. Do paláce se vrátí Sardanapal sklíčený výsledkem bitvy. Dostává zprávu, že se Eufrat vylil z břehů a zbořil část městských hradeb, takže město se již nemůže bránit nepřátelským útokům.
Přichází Arbakův herold a nabízí Sardanapalovi život za to, že se vzdá, a oznamuje mu, že si poté může vybrat sídlo v nějaké odlehlé provincii s podmínkou, že jeho synové budou v Ninive ponecháni jako rukojmí. Sardanapal si vyžádá hodinu na rozmyšlenou a během této doby přikáže svým věrným, aby si rozdělili jeho poklad, propustili otroky, postavili kolem jeho trůnu obrovskou hranici a pak se uchýlili do bezpečí. Následně se naposledy rozloučí s Myrrhou a vstoupí na hranici.
„Buď sbohem Assyrie! Vroucně jsem
tě miloval, má vlastní otčino
i předků mých — však víc jak domov můj,
než říši svou. Já mírem, radostmi
tě nasytil — a to má odměna!...
však nejsem dlužen tobě nic — ni hrob,,,"
Myrrha založí oheň a vrhne se do plamenů, aby zemřela s ním.

## Adaptace

### Malířství

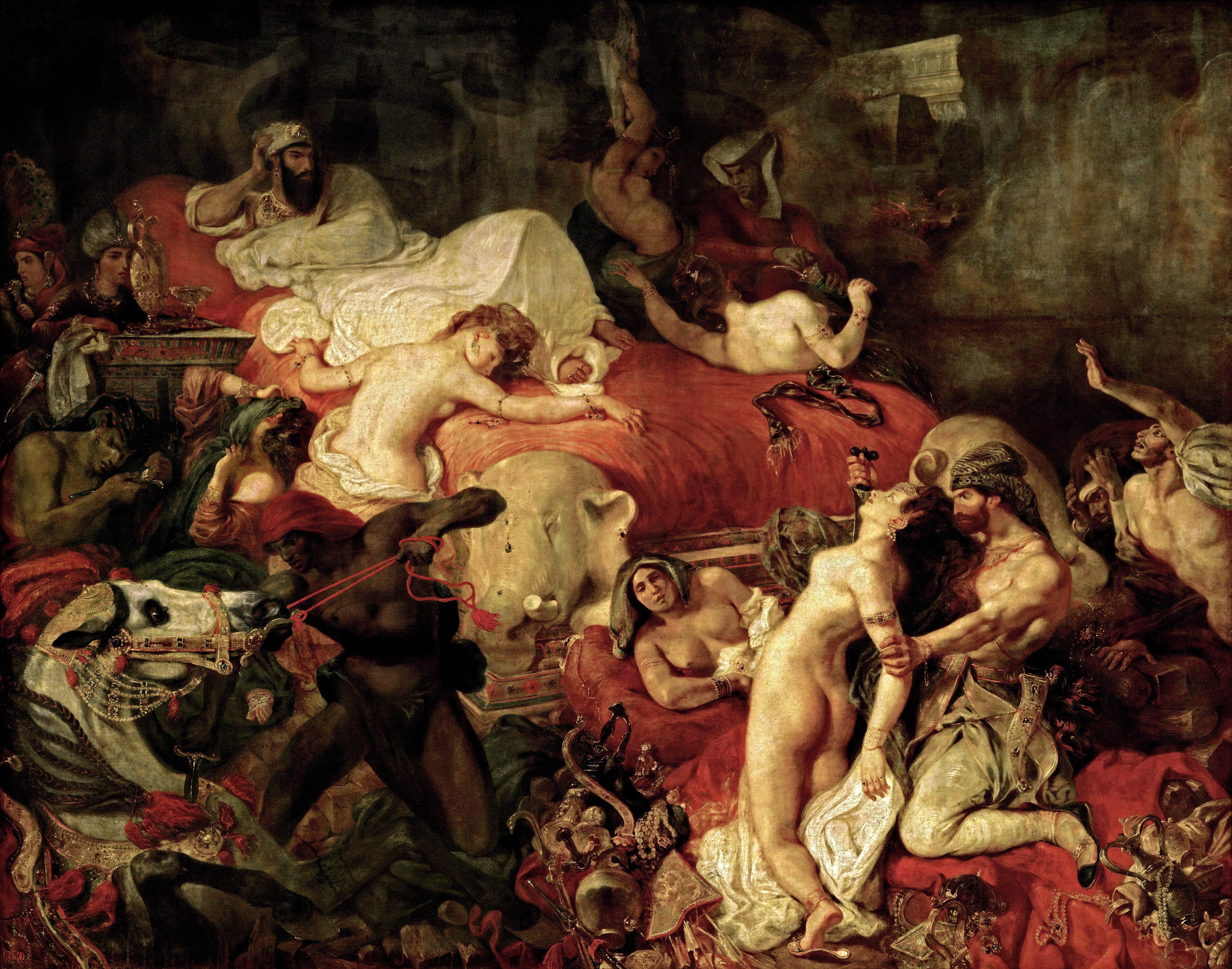
Eugène Delacroix: La Mort de Sardanapale

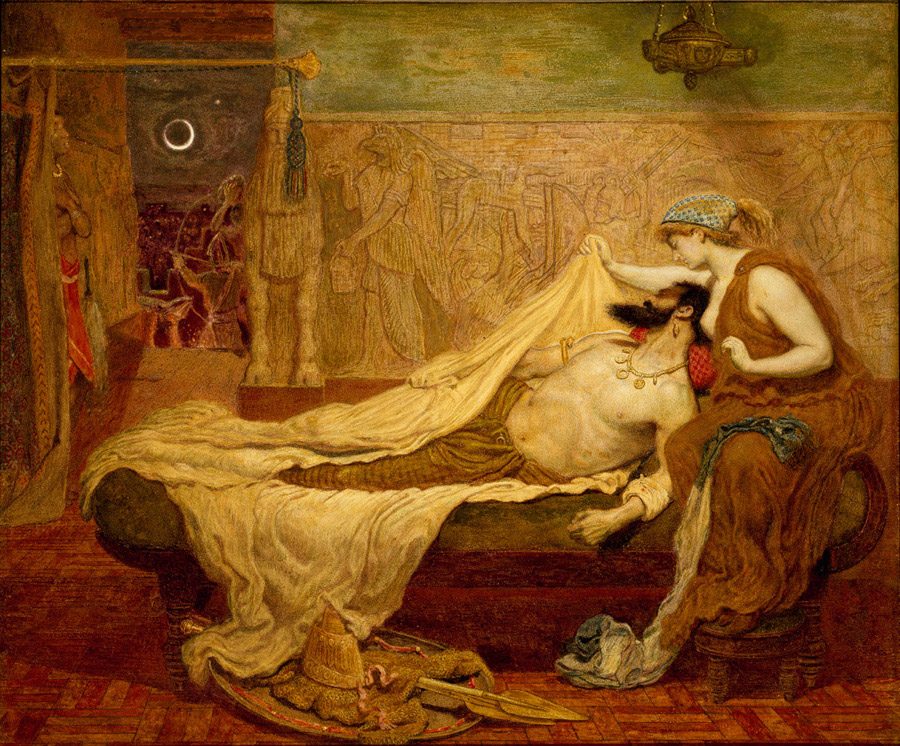
Ford Madox Brown: The Dream of Sardanapalus

Hra se stala jedním z literárních zdrojů pro obraz francouzského malíře Eugèna Delacroixe La Mort de Sardanapale (Smrt Sardanapala) namalovaného mezi listopadem 1827 a lednem 1828. Zobrazuje asyrského krále připravujícího se na smrt nejen ve společnosti Myrrhy (žena napůl ležící u nohou panovníka), ale i ostatních konkubín a otroků (jak to popsali starověcí řečtí historikové Ktésiás a Diodóros Sicilský).
Dalším malířem, který se nechal Byronovou hrou inspirovat byl anglický malíř Ford Madox Brown, který roku 1871 vytvořil obraz The Dream of Sardanapalus (Sardanapalův sen).

### Hudba
- Hector Berlioz: La mort de Sardanapale (1830, Sardanapalova smrt), kantáta francouzského skladatele pro tenor, sbor a orchestr, text Jean François Gail, skladba získala Římskou cenu (Prix de Rome), stipendium pro studenty umění.[15]
- Roku 1850, po pěti letech plánování, začal Ferenc Liszt skládat hudbu pro svou italskou operu Sardanapalo. Napsal hudbu k 1. dějství, ale operu nedokončil (práci na ní opustil během roku 1852).[16]
- Victorin de Joncières: Sardanapale (1864), opera francouzského skladatele, libreto Henry Becque.[17]
- Alphonse Duvernoy: Sardanapale (1882), opera francouzského skladatele, libreto Pierre Berton.[18]
- André Caplet: Myrrha (1901), kantáta francouzského skladatele pro soprán, tenor, baryton, sbor a orchestr, text Fernand Beissier, skladba získala Římskou cenu.[19]
- Maurice Ravel: Myrrha (1901), kantáta francouzského skladatele pro soprán, tenor, baryton a orchestr, text Fernand Beissier, skladba se v Římské ceně umístila na druhém místě.[20]

### Film
- Sardanapalo, re dell'Assiria (1910, Sardanapal, král Asýrie), krátký italský němý film, režie Giuseppe de Liguoro.[21][22]

## Česká vydání
- Sardanapal: tragédie. Praha: Jan Otto 1892, překlad František Krsek.